# اکتوکارپن
اکتوکارپن (به انگلیسی: Ectocarpene) یک ترکیب شیمیایی با شناسه پاب‌کم ۶۴۴۰۹۹۰ است. 